# Groep de Mos/Hart voor Den Haag
Groep de Mos/Hart voor Den Haag is een Nederlandse politieke partij die actief is in de gemeenteraad van Den Haag en de Provinciale Staten van Zuid-Holland.

## Historie
Groep de Mos werd in 2013 opgericht door oud-PVV'er Richard de Mos, oud-LPF'er Willem van der Velden, die van ruim zes partijen lid is geweest, waaronder VVD en D66, en oud-CDA'er Wil Vonk. Bij de gemeenteraadsverkiezingen 2014 vormde het met de Ouderen Partij Den Haag een gezamenlijke lijst. Er werden drie zetels gehaald en de twee partijen vormden na de verkiezingen ook een gezamenlijke fractie, met twee leden van de Groep de Mos en één lid van de Ouderen Partij Den Haag. In april 2017 stapte Rachid Guernaoui van D66 over naar Groep de Mos.
De Groep de Mos kondigde in 2017 aan de naam te willen wijzigen in Hart voor Den Haag. Aan de gemeenteraadsverkiezingen 2018 werd zelfstandig deelgenomen onder de naam Groep de Mos/Hart voor Den Haag. De partij werd bij deze verkiezingen met acht zetels de grootste partij, en kwam vervolgens met De Mos en Guernaoui in het nieuwe college van burgemeester en wethouders met GroenLinks, D66 en VVD. In juni 2020 kwam Groep de Mos in opspraak door mogelijke verkiezingsfraude die gepleegd zou zijn middels het kopen van stempassen en het stemmen via volmacht.
In 2021 sloot de lokale fractie van 50PLUS zich aan bij De Mos, waardoor de fractie vanaf dat moment negen zetels heeft. In aanloop naar de gemeenteraadsverkiezingen van maart 2022 stelde Rita Verdonk zich verkiesbaar als nummer twee achter lijsttrekker De Mos. De bekende Haagse ijscoman van het Binnenhof Moes Pekdemir, in 2023 overleden, was lijstduwer. Daarentegen trokken raadsleden Janice Roopram en Frans Hoijnck van Papendrecht zich terug. De partij behield haar negen zetels.
Op 18 maart 2024 sloot het Zuid-Hollandse Statenlid Toine Beukering zich aan bij de partij, waardoor de partij sindsdien ook op provinciaal niveau vertegenwoordigd is, onder de naam Hart voor Zuid-Holland. Op 27 november 2024 stapten twee raadsleden van coalitiepartijen PvdA en CDA over naar Hart voor Den Haag. Zij konden zich niet meer vinden in de koers van het college, waarbij er naar eigen zeggen niet wordt geluisterd naar inwoners.

## Onderzoek justitie
Op 1 oktober 2019 viel het Openbaar Ministerie binnen op het stadhuis. Wethouders De Mos en Guernaoui werden verdacht van corruptie en deelname aan twee criminele organisaties. Ook het kantoor van de partij op het stadhuis werd onderzocht. Beide wethouders traden af. De Mos is vervolgens opnieuw benoemd als raadslid. Het onderzoek richtte zich op nachtvergunningen voor bevriende ondernemers en voorkennis van vastgoedhandelaars. Op 21 april 2023 is De Mos in eerste aanleg vrijgesproken. Op 21 juni 2024 is hij, in het hoger beroep van het Openbaar Ministerie, vrijgesproken van corruptie, wel is hij veroordeeld voor het schenden van het ambtsgeheim, waar hij als straf een voorwaardelijke geldboete van 2000 euro voor kreeg.
De Mos schreef een boek, Mijn verhaal, over de inval en de verdenkingen, waarin hij uithaalt naar betrokkenen die hebben gepraat met de politie en het OM.

## Standpunten
In de gemeenteraad van Den Haag zegt Groep de Mos zich hard te maken voor een schone, veilige en leefbare stad. Ook zet de partij zich in voor ondernemers, ouderen en een structurele aanpak van armoede. Sinds 2021 is De Mos gebrand op het stoppen van migrantenstromen omdat volgens hem het absorptievermogen van Den Haag bereikt is. In oktober 2020 leidde een motie van PVV, mede gesteund door De Mos en de VVD tot veel ophef.

## Structuur
De partij werkt in Den Haag buurtgericht, met in verschillende delen van de stad actieve commissies geleid door een stadsdeelvoorzitter. Begin 2017 telde de Groep de Mos ruim 200 leden.

## Verkiezingsuitslagen
De partij heeft bij verschillende verkiezingen de volgende zetelaantallen behaald:
| Jaar | Stemmen | %     | Zetels | Opmerking                                       |
| ---- | ------- | ----- | ------ | ----------------------------------------------- |
| 2014 | 11.468  | 5,7%  | 3 / 45 | Gezamenlijke lijst met Ouderen Partij Den Haag. |
| 2018 | 32.632  | 16,8% | 8 / 45 |                                                 |
| 2022 | 30.988  | 17,0% | 9 / 45 |                                                 |